# Sant Antoni de Pena
Sant Antoni de Pena és un oratori de la comuna nord-catalana de Cases de Pena, a la comarca del Rosselló.
Està situat en el camí de pujada cap a l'ermita de Nostra Senyora de Pena, a l'angle del primer retomb fort del tram final de pujada a l'ermita.
Vorejant el sender que mena a l'edifici hi ha petits oratoris abandonats i en força mal estat dedicats a sant Antoni del Desert, sant Galdric i sant Lluís Rei, entre d'altres.